# Chelonus shyamus
Chelonus shyamus är en stekelart som beskrevs av T.C. Narendran och Rema 1992. Chelonus shyamus ingår i släktet Chelonus och familjen bracksteklar. Inga underarter finns listade i Catalogue of Life.